# Morti il 25 gennaio

## V secolo(2)
- 477 - Genserico, sovrano vandalo (n. 389)
- 477 - Gento, generale vandalo

## VII secolo(1)
- 676 - Preietto di Clermont, vescovo francese

## VIII secolo(1)
- 750 - Ibrahim ibn al-Walid

## IX secolo(2)
- 844 - Papa Gregorio IV, papa italiano
- 863 - Carlo di Provenza, sovrano

## XI secolo(3)
- 1003 - Lotario I della marca del Nord, nobile tedesco
- 1004 - Giselher di Magdeburgo, vescovo cattolico tedesco
- 1067 - Song Yingzong, imperatore cinese (n. 1032)

## XII secolo(3)
- 1136 - Guglielmo VI d'Alvernia, conte
- 1138 - Anacleto II, cardinale italiano
- 1139 - Goffredo I di Lovanio, nobile

## XIII secolo(3)
- 1212 - Hōnen, monaco buddista giapponese (n. 1133)
- 1221 - Ermanno II di Ravensberg, nobile tedesco
- 1273 - Eudes de Châteauroux, cardinale e vescovo cattolico francese

## XIV secolo(4)
- 1350 - Alvaro Pelagio, teologo e vescovo cattolico spagnolo
- 1366 - Enrico Suso, mistico e religioso tedesco
- 1377 - Paolo Rainaldi, vescovo cattolico italiano
- 1380 - Nizamüddin Ahmed Pascià, politico ottomano (n. 1281)

## XV secolo(8)
- 1413 - Maud de Ufford, nobildonna inglese (n. 1345)
- 1423 - Giorgio Ordelaffi, italiano
- 1431 - Carlo II di Lorena, duca (n. 1364)
- 1450 - Antonio Migliorati, religioso italiano (n. 1355)
- 1452 - Meliaduse d'Este, nobile (n. 1406)
- 1479 - Diego Hurtado de Mendoza, nobile spagnolo (n. 1417)
- 1494 - Ferdinando I di Napoli, sovrano italiano (n. 1423)
- 1494 - Arcangela Girlani, religiosa italiana (n. 1460)

## XVI secolo(12)
- 1501 - Margherita di Baviera-Landshut, principessa (n. 1456)
- 1505 - Ercole I d'Este, duca italiano (n. 1431)
- 1522 - Raffaele Maffei, umanista, letterato e storico italiano (n. 1451)
- 1534 - Maddalena di Sassonia, nobile tedesca (n. 1507)
- 1559 - Cristiano II di Danimarca, re (n. 1481)
- 1568 - Guillaume Pellicier, diplomatico e vescovo cattolico francese
- 1570 - Philibert Babou de la Bourdaisière, diplomatico, cardinale e vescovo cattolico francese (n. 1513)
- 1576 - Tommaso Orsini, vescovo cattolico italiano (n. 1511)
- 1578 - Mihrimah Sultan, principessa ottomana (n. 1522)
- 1580 - Willibald Imhoff, banchiere e mercante tedesco (n. 1519)
- 1586 - Lucas Cranach il Giovane, pittore e incisore tedesco (n. 1515)
- 1587 - Georg von Kuenburg, arcivescovo cattolico austriaco (n. 1530)

## XVII secolo(13)
- 1603 - Jacopo Foscarini, politico, diplomatico e militare italiano (n. 1523)
- 1603 - Francesco Zirano, religioso italiano (n. 1564)
- 1622 - Carlo Filippo Vasa, duca svedese (n. 1601)
- 1640 - Robert Burton, saggista inglese (n. 1577)
- 1644 - Alessandro Cesarini, cardinale e vescovo cattolico italiano (n. 1592)
- 1657 - Adriana Basile, cantante e musicista italiana (n. 1586)
- 1670 - Nicola II di Lorena, cardinale francese (n. 1609)
- 1672 - Gregorio Preti, pittore italiano (n. 1603)
- 1673 - Francesco Maria Fiorentini, medico, letterato e storico italiano (n. 1603)
- 1677 - Pedro de Godoy, religioso, teologo e vescovo cattolico spagnolo (n. 1599)
- 1685 - Franco Folli, medico italiano (n. 1624)
- 1690 - Gundakar von Dietrichstein, principe e politico austriaco (n. 1623)
- 1697 - Jacob Breyne, botanico tedesco (n. 1637)

## XVIII secolo(27)
- 1714 - John Drummond, I conte di Melfort, nobile scozzese (n. 1649)
- 1722 - Gioacchino Federico di Schleswig-Holstein-Sonderburg-Plön, principe danese (n. 1668)
- 1726 - Guillaume Delisle, cartografo e geografo francese (n. 1675)
- 1727 - Salvatore Bianchi, pittore italiano (n. 1653)
- 1736 - Gaetano Zuanelli, vescovo cattolico italiano (n. 1673)
- 1740 - Geminiano Giacomelli, compositore italiano (n. 1692)
- 1744 - Domenico Sarro, compositore italiano (n. 1679)
- 1746 - Aleksandr L'vovič Naryškin, politico russo (n. 1694)
- 1747 - Francesco de' Ficoroni, antiquario e archeologo italiano (n. 1664)
- 1747 - Juan Antonio de Vizarrón y Eguiarreta, arcivescovo cattolico spagnolo (n. 1682)
- 1748 - Giuseppe Cervi, medico italiano (n. 1663)
- 1755 - Filippo Argelati, letterato, curatore editoriale e numismatico italiano (n. 1685)
- 1755 - Tommaso Martini, pittore italiano (n. 1688)
- 1756 - Christoph Thomas Scheffler, pittore tedesco (n. 1699)
- 1769 - Francesco Trevisan Suarez, vescovo cattolico italiano (n. 1687)
- 1772 - Joseph Franz von Schönborn-Wiesentheid, nobile e politico tedesco (n. 1708)
- 1775 - Bernardo Maria De Rubeis, teologo e storico italiano (n. 1687)
- 1777 - Francesco Rivera, arcivescovo cattolico italiano (n. 1697)
- 1790 - Giusto Fernando Tenducci, cantante castrato e compositore italiano
- 1791 - Giovanni Pichler, incisore italiano (n. 1734)
- 1792 - Fedele Fischetti, pittore italiano (n. 1732)
- 1793 - Carlo Alberto I di Hohenlohe-Waldenburg-Schillingsfürst, principe tedesco (n. 1719)
- 1797 - Franz Anton Hillebrandt, architetto austriaco (n. 1719)
- 1797 - Michele Sarcone, medico e scienziato italiano (n. 1731)
- 1798 - Cristoforo Unterperger, pittore austriaco (n. 1732)
- 1799 - Giuseppe Turchi, pittore italiano (n. 1759)
- 1799 - John Wereat, politico statunitense (n. 1733)

## XIX secolo(62)
- 1803 - Diomiro Cignaroli, scultore italiano (n. 1718)
- 1815 - Dziaddin Mukarram Shah II di Kedah, sovrano malese (n. 1754)
- 1819 - Théodore-Pierre Bertin, insegnante, traduttore e inventore francese (n. 1751)
- 1821 - Joseph Steffanini di Monte Airone, militare austriaco (n. 1761)
- 1822 - Maria Lullin, entomologa svizzera (n. 1751)
- 1827 - Giovanni Masi, pittore e incisore italiano (n. 1771)
- 1828 - Giuseppe Maria Capodieci, presbitero e archeologo italiano (n. 1749)
- 1829 - Francis Willis, politico statunitense (n. 1745)
- 1830 - George Tierney, politico britannico (n. 1761)
- 1830 - Luigi de' Medici di Ottajano, nobile, giurista e politico italiano (n. 1759)
- 1831 - Ernst August Friedrich Klingemann, scrittore e drammaturgo tedesco (n. 1777)
- 1837 - Giuseppe Guidicini, ingegnere e storico italiano (n. 1763)
- 1839 - Paolo Landriani, pittore, scenografo e architetto italiano (n. 1757)
- 1843 - Antonio Benci, scrittore, traduttore e storico italiano (n. 1783)
- 1844 - Jean-Baptiste Drouet d'Erlon, generale francese (n. 1765)
- 1845 - Antonio Angelini, patriota italiano (n. 1810)
- 1849 - Elias Parish Alvars, arpista e compositore britannico (n. 1808)
- 1849 - Filippo Paulucci, generale italiano (n. 1779)
- 1854 - Filosseno Luzzatto, linguista italiano (n. 1829)
- 1855 - Gaetano Rossi, librettista italiano (n. 1774)
- 1855 - Dorothy Wordsworth, scrittrice e poetessa inglese (n. 1771)
- 1858 - Marianna Bottini, compositrice italiana (n. 1802)
- 1858 - Giuseppe Antonio Corte, politico italiano (n. 1792)
- 1859 - Luigi Basiletti, pittore, architetto e storico italiano (n. 1780)
- 1861 - Charles Philipon, disegnatore e giornalista francese (n. 1800)
- 1863 - Andrew H. Mickle, politico statunitense (n. 1805)
- 1863 - Tat'jana Šlykova, soprano, ballerina e attrice teatrale russa (n. 1773)
- 1866 - Luca Martin di San Martino, nobile italiano (n. 1785)
- 1868 - Giuseppe Manno, magistrato, politico e storico italiano (n. 1786)
- 1869 - Francis W. Pickens, politico e diplomatico statunitense (n. 1805)
- 1870 - Wilhelm Moritz Keferstein, naturalista, zoologo e erpetologo tedesco (n. 1833)
- 1871 - Joseph Hillebrand, filosofo tedesco (n. 1788)
- 1871 - Albrecht Nostitz-Rieneck, politico austriaco (n. 1807)
- 1871 - Jeanne Villepreux-Power, biologa francese (n. 1794)
- 1871 - Wilhelm Weitling, rivoluzionario tedesco (n. 1808)
- 1872 - Richard Stoddert Ewell, generale statunitense (n. 1817)
- 1878 - Otto Andreas Lowson Mørch, naturalista svedese (n. 1828)
- 1880 - Louisa Swain, attivista statunitense (n. 1801)
- 1882 - Fausto Antonioli, pittore italiano (n. 1814)
- 1882 - Ugolino della Gherardesca, politico italiano (n. 1823)
- 1884 - Giovanni Nistri, chirurgo italiano (n. 1815)
- 1884 - Périclès Pantazis, pittore greco (n. 1849)
- 1884 - Johann Gottfried Piefke, compositore prussiano (n. 1817)
- 1884 - Francis Seymour-Conway, V marchese di Hertford, politico britannico (n. 1812)
- 1886 - Arnold von Lasaulx, mineralogista tedesco (n. 1839)
- 1886 - Cesare Rasponi Bonanzi, politico italiano (n. 1822)
- 1887 - Ottavio Andreucci, avvocato e bibliotecario italiano (n. 1800)
- 1888 - Domenico Maria Gelmini, vescovo cattolico italiano (n. 1807)
- 1890 - Jean Gailhac, presbitero francese (n. 1802)
- 1890 - Antonio Salviati, imprenditore italiano (n. 1816)
- 1891 - Henri de Brouckère, politico belga (n. 1801)
- 1891 - Bruno Carranza Ramírez, politico costaricano (n. 1822)
- 1891 - Theodorus van Gogh, mercante d'arte e antiquario olandese (n. 1857)
- 1892 - Gaspare Botto, matematico italiano (n. 1811)
- 1892 - Konstantin Nikolaevič Romanov, nobile russo (n. 1827)
- 1895 - Isidoro Carini, religioso, paleografo e storiografo italiano (n. 1843)
- 1896 - Frederic Leighton, scultore e pittore britannico (n. 1830)
- 1896 - Vicente Palmaroli, pittore spagnolo (n. 1834)
- 1898 - John G. Nichols, politico statunitense (n. 1812)
- 1899 - Carlo Pavone, patriota italiano (n. 1823)
- 1899 - Alfredo d'Escragnolle Taunay, scrittore e storico brasiliano (n. 1843)
- 1900 - Adelaide di Hohenlohe-Langenburg, nobile tedesca (n. 1835)

## XX secolo(232)
- 1901 - Sebastiano Galeati, cardinale e arcivescovo cattolico italiano (n. 1822)
- 1901 - Prosper-Olivier Lissagaray, letterato, giornalista e politico francese (n. 1838)
- 1901 - Gustave de Martinel, politico francese (n. 1813)
- 1905 - Joseph von Schork, arcivescovo cattolico tedesco (n. 1829)
- 1906 - Émile Boutmy, scrittore e sociologo francese (n. 1835)
- 1906 - Vincenzo Forcella, bibliotecario e storico italiano (n. 1837)
- 1906 - Pierre-Lambert Goossens, cardinale e arcivescovo cattolico belga (n. 1827)
- 1906 - Joseph Wheeler, politico e generale statunitense (n. 1836)
- 1906 - Rosa von Milde, soprano tedesca (n. 1827)
- 1907 - Demetrios Bernardakis, drammaturgo e storico greco (n. 1834)
- 1907 - Antoni Caba, pittore spagnolo (n. 1838)
- 1907 - René Pottier, ciclista su strada e pistard francese (n. 1879)
- 1908 - Michail Ivanovič Čigorin, scacchista russo (n. 1850)
- 1908 - Henri Espivent de la Villesboisnet, militare francese (n. 1813)
- 1908 - Ouida, scrittrice britannica (n. 1839)
- 1909 - Cesare Biseo, pittore, illustratore e incisore italiano (n. 1843)
- 1909 - Manuel Domingo y Sol, presbitero spagnolo (n. 1836)
- 1910 - Carlo Ferrari, prefetto e politico italiano (n. 1837)
- 1911 - Alois Kirnig, pittore ceco (n. 1840)
- 1912 - Dmitrij Alekseevič Miljutin, generale e politico russo (n. 1816)
- 1912 - Silvestro Petrini, patriota e imprenditore italiano (n. 1812)
- 1913 - Paulin Méry, medico e politico francese (n. 1860)
- 1915 - Nicola Cassano, compositore e pianista italiano (n. 1857)
- 1915 - Pietro Felter, esploratore e diplomatico italiano (n. 1856)
- 1916 - Sandy McMahon, calciatore scozzese (n. 1870)
- 1916 - Giovambattista Paternò del Toscano, politico italiano (n. 1847)
- 1916 - Franz Schönaich, generale e politico austriaco (n. 1844)
- 1917 - Giovanni Paladino, fisiologo e politico italiano (n. 1842)
- 1919 - Robert Harry Inglis Palgrave, economista britannico (n. 1827)
- 1919 - Rosalie Sjöman, fotografa svedese (n. 1833)
- 1921 - Maria Bonfanti, ballerina italiana (n. 1845)
- 1921 - Rodolfo Caroli, arcivescovo cattolico italiano (n. 1869)
- 1921 - Aurelio Magnani, clarinettista e compositore italiano (n. 1856)
- 1924 - Icilio Buonini, politico e militare italiano (n. 1859)
- 1925 - Aleksandr Vasil'evič Kaul'bars, generale e esploratore russo (n. 1844)
- 1925 - Florestano de Larderel, nobile, imprenditore e politico italiano (n. 1848)
- 1926 - James Earp, imprenditore statunitense (n. 1841)
- 1927 - William Evelyn Cameron, politico statunitense (n. 1842)
- 1927 - Pompeo Mariani, pittore italiano (n. 1857)
- 1928 - Charles Gorman, attore statunitense (n. 1865)
- 1929 - Franz Xaver Kugler, chimico, matematico e assiriologo tedesco (n. 1862)
- 1930 - Fedele Azari, pittore, pubblicitario e aviatore italiano (n. 1895)
- 1931 - Filippo Angelitti, astronomo italiano (n. 1856)
- 1931 - Charles-Louis Houdard, pittore e incisore francese (n. 1855)
- 1932 - Maximilian von Frey, fisiologo austriaco (n. 1852)
- 1932 - Ernst Friedberger, immunologo e igienista tedesco (n. 1875)
- 1933 - Lewis J. Selznick, produttore cinematografico ucraino (n. 1870)
- 1934 - George Barnes, tiratore a segno britannico (n. 1849)
- 1935 - Valerian Vladimirovič Kujbyšev, rivoluzionario e politico russo (n. 1888)
- 1935 - Alfred Loewy, matematico tedesco (n. 1873)
- 1935 - Vasile Suciu, arcivescovo cattolico rumeno (n. 1873)
- 1936 - Edmond Aman-Jean, pittore, incisore e critico d'arte francese (n. 1858)
- 1936 - Paul Heider, religioso austriaco (n. 1868)
- 1936 - Tāj-al-Salṭana, principessa e scrittrice persiana (n. 1883)
- 1937 - Henri Cuvelier, pallanuotista francese (n. 1908)
- 1937 - Rina Monti, scienziata italiana (n. 1871)
- 1939 - David Gould, allenatore di calcio e calciatore scozzese (n. 1873)
- 1939 - Aleksandr Sergeevič Lukomskij, generale russo (n. 1868)
- 1939 - Nazarena Majone, religiosa italiana (n. 1869)
- 1939 - Marino Masi, militare e aviatore italiano (n. 1911)
- 1939 - Helen Ware, attrice statunitense (n. 1877)
- 1940 - Célestin Bouglé, sociologo e filosofo francese (n. 1870)
- 1940 - Léon Frédéric, pittore belga (n. 1856)
- 1940 - Ernesto Pascal, matematico italiano (n. 1865)
- 1940 - Ugo Ricci, giornalista e scrittore italiano (n. 1875)
- 1941 - Robert Linzeler, gioielliere francese (n. 1872)
- 1941 - Giovanni Penna, imprenditore, dirigente d'azienda e politico italiano (n. 1855)
- 1942 - Eugène Dévaud, pedagogista svizzero (n. 1876)
- 1942 - Gerard Philips, imprenditore olandese (n. 1858)
- 1943 - Spencer Charters, attore statunitense (n. 1875)
- 1943 - Jan Karcz, generale polacco (n. 1892)
- 1943 - András Székely, nuotatore ungherese (n. 1909)
- 1944 - Teresa Grillo Michel, religiosa italiana (n. 1855)
- 1945 - Roberto Berthoud, partigiano italiano (n. 1905)
- 1945 - Felice Boghen, compositore, pianista e musicologo italiano (n. 1869)
- 1945 - Louis-Joseph Grélet, presbitero e micologo francese (n. 1870)
- 1946 - Otto Brower, regista statunitense (n. 1895)
- 1946 - Aldo Vecchini, avvocato, militare e politico italiano (n. 1884)
- 1947 - Al Capone, mafioso statunitense (n. 1899)
- 1948 - Filippo Burzio, giornalista, ingegnere e politologo italiano (n. 1891)
- 1948 - Giovanni Luzzi, pastore protestante e teologo svizzero (n. 1856)
- 1949 - Makino Nobuaki, politico e diplomatico giapponese (n. 1861)
- 1950 - Giuseppe Grassi, politico, avvocato e saggista italiano (n. 1883)
- 1950 - Fred Koenig, lottatore statunitense (n. 1871)
- 1950 - Dino Perrone Compagni, prefetto e politico italiano (n. 1879)
- 1950 - Giuseppe Tarantino, filosofo italiano (n. 1857)
- 1951 - Sergej Ivanovič Vavilov, fisico sovietico (n. 1891)
- 1952 - Aloisio di Löwenstein-Wertheim-Rosenberg, politico tedesco (n. 1871)
- 1952 - François Gagnepain, botanico francese (n. 1866)
- 1952 - Polly Moran, attrice statunitense (n. 1883)
- 1952 - Sveinn Björnsson, politico islandese (n. 1881)
- 1953 - Sofija Fedarovič, scenografa e costumista russa (n. 1893)
- 1953 - Tony Tollet, pittore francese (n. 1857)
- 1953 - William Tubbs, attore statunitense (n. 1907)
- 1955 - Charles Deruyter, ciclista su strada francese (n. 1890)
- 1955 - Arthur Duffey, velocista statunitense (n. 1879)
- 1955 - Alfredo Scocchera, pittore italiano (n. 1887)
- 1956 - Luigi Portigliatti, calciatore e arbitro di calcio italiano (n. 1888)
- 1957 - Ernesto Bertarelli, igienista, editore e divulgatore scientifico italiano (n. 1873)
- 1957 - Erling Gripp, calciatore norvegese (n. 1923)
- 1957 - Tom January, calciatore statunitense (n. 1886)
- 1957 - Kiyoshi Shiga, batteriologo giapponese (n. 1871)
- 1957 - James Stopford, VII conte di Courtown, ufficiale irlandese (n. 1877)
- 1957 - Francesco di Baviera, principe (n. 1875)
- 1958 - Pierre Colombier, regista e sceneggiatore francese (n. 1896)
- 1959 - William Flannery, scenografo e architetto statunitense (n. 1898)
- 1959 - Mario Lanfranchi, politico italiano (n. 1902)
- 1960 - Diana Barrymore, attrice statunitense (n. 1921)
- 1960 - Rutland Boughton, compositore britannico (n. 1878)
- 1960 - Beno Gutenberg, fisico e sismologo tedesco (n. 1889)
- 1960 - Bruno Nespoli, calciatore italiano (n. 1937)
- 1960 - Gavriil Adrianovič Tichov, astronomo sovietico (n. 1875)
- 1961 - Nadežda Udal'cova, artista sovietica (n. 1885)
- 1962 - Albert Arthur Allen, fotografo statunitense (n. 1886)
- 1962 - William Bradley, pittore e incisore statunitense (n. 1868)
- 1962 - André Lhote, pittore francese (n. 1885)
- 1962 - Hrand Nazariantz, scrittore, poeta e giornalista armeno (n. 1880)
- 1962 - Antonio Tacconi, politico italiano (n. 1880)
- 1962 - Jean Tschumi, architetto svizzero (n. 1904)
- 1963 - Angelo Arbasi, militare italiano (n. 1895)
- 1963 - Marion Sunshine, attrice e cantante statunitense (n. 1894)
- 1965 - Vinzenz Dittrich, allenatore di calcio e calciatore austriaco (n. 1893)
- 1965 - Billy Wedlock, calciatore inglese (n. 1880)
- 1966 - Saul Adler, microbiologo bielorusso (n. 1895)
- 1967 - Ettore Bastianini, baritono italiano (n. 1922)
- 1967 - Mike Devaney, mezzofondista statunitense (n. 1891)
- 1967 - Ulviye Sultan, principessa ottomana (n. 1892)
- 1967 - Ilario Montesi, imprenditore italiano (n. 1882)
- 1967 - Vincenzo Venerosi Pesciolini, nobile e politico italiano (n. 1890)
- 1968 - Nicolò Cannella, carabiniere italiano (n. 1947)
- 1968 - Aldo Gobbi, calciatore italiano (n. 1903)
- 1968 - Sherwood MacDonald, regista, sceneggiatore e produttore cinematografico statunitense (n. 1880)
- 1968 - Virginia Maskell, attrice britannica (n. 1936)
- 1969 - Irene Castle, danzatrice e attrice statunitense (n. 1893)
- 1970 - Jane Bathori, mezzosoprano francese (n. 1877)
- 1970 - Eiji Tsuburaya, direttore della fotografia e produttore televisivo giapponese (n. 1901)
- 1971 - Ousmane Baldé, economista e politico guineense
- 1971 - Étienne Bausch, calciatore lussemburghese (n. 1901)
- 1971 - Loffo Camara, politica guineana (n. 1925)
- 1971 - Cesare Campioli, politico e imprenditore italiano (n. 1902)
- 1971 - Hermann Hoth, generale e criminale di guerra tedesco (n. 1885)
- 1971 - Isobel Lennart, sceneggiatrice statunitense (n. 1915)
- 1972 - Carl Hayden, politico statunitense (n. 1877)
- 1972 - Howard Rosario Marraro, storico italiano (n. 1897)
- 1972 - Erhard Milch, generale tedesco (n. 1892)
- 1973 - Aldo Checchini, giurista italiano (n. 1885)
- 1973 - Tauno Lappalainen, fondista finlandese (n. 1898)
- 1974 - William Fawcett, attore statunitense (n. 1894)
- 1974 - Giuseppe Raffeiner, politico italiano (n. 1895)
- 1974 - Al Robinson, pugile statunitense (n. 1947)
- 1974 - Luigi Scarfiotti, politico, ingegnere e pilota automobilistico italiano (n. 1891)
- 1975 - Václav Čepelák, calciatore ceco (n. 1915)
- 1975 - Yvonne Georgi, ballerina e coreografa tedesca (n. 1903)
- 1975 - Georg Kieninger, scacchista tedesco (n. 1902)
- 1975 - Alberto Spaini, scrittore, giornalista e germanista italiano (n. 1892)
- 1976 - Victor Leopold Ehrenberg, storico tedesco (n. 1891)
- 1976 - Giuliano Gerbi, giornalista italiano (n. 1905)
- 1976 - Johannes Meyer, regista e sceneggiatore tedesco (n. 1888)
- 1977 - Edward Small, produttore cinematografico statunitense (n. 1891)
- 1978 - Edmondo Malan, chirurgo italiano (n. 1910)
- 1978 - Mirtemir, poeta e traduttore uzbeko (n. 1910)
- 1979 - Francesco Cantuti Castelvetri, militare e economista italiano (n. 1904)
- 1979 - Anastasia di Meclemburgo-Schwerin, principessa tedesca (n. 1923)
- 1979 - Agostino Pertusi, filologo classico, grecista e bizantinista italiano (n. 1918)
- 1980 - Antonino Casu, carabiniere italiano (n. 1930)
- 1980 - Amir Kumar, hockeista su prato indiano (n. 1923)
- 1980 - Emanuele Tuttobene, carabiniere italiano (n. 1923)
- 1981 - Adele Astaire, ballerina statunitense (n. 1896)
- 1981 - Lobsang Rampa, scrittore britannico (n. 1910)
- 1981 - Mario Zanello, calciatore italiano (n. 1903)
- 1982 - Pierre Canivet, giocatore di curling francese (n. 1890)
- 1982 - Michail Andreevič Suslov, politico sovietico (n. 1902)
- 1983 - Egidio Cattaneo, calciatore italiano (n. 1927)
- 1983 - Giangiacomo Ciaccio Montalto, magistrato italiano (n. 1941)
- 1983 - Alberto Marzi, psicologo italiano (n. 1907)
- 1983 - Rodney Soher, bobbista britannico (n. 1893)
- 1984 - Pier Luigi Bellini delle Stelle, partigiano, avvocato e antifascista italiano (n. 1920)
- 1985 - Ralph Broome, bobbista britannico (n. 1889)
- 1985 - Émile Lesieur, sportivo francese (n. 1885)
- 1985 - Evgenij Maskinskov, marciatore sovietico (n. 1930)
- 1985 - Paul Smith, compositore statunitense (n. 1906)
- 1986 - Edda Ferronao, attrice italiana (n. 1934)
- 1986 - Albert Grossman, imprenditore e manager statunitense (n. 1926)
- 1986 - Alfred Huber, calciatore tedesco (n. 1910)
- 1987 - Asim Ferhatović, calciatore jugoslavo (n. 1933)
- 1987 - Sven Lindqvist, calciatore svedese (n. 1903)
- 1987 - Mihrişah Sultan, principessa ottomana (n. 1916)
- 1987 - Piero Vida, attore italiano (n. 1938)
- 1988 - Jurgis Baltrušaitis, storico dell'arte, critico d'arte e diplomatico lituano (n. 1903)
- 1988 - Abrantes Mendes, calciatore portoghese (n. 1907)
- 1988 - Colleen Moore, attrice e cantante statunitense (n. 1899)
- 1988 - David Tobey, cestista, allenatore di pallacanestro e arbitro di pallacanestro statunitense (n. 1898)
- 1989 - Bertil Berg, pallanuotista svedese (n. 1910)
- 1989 - Giacomo Cornolti, calciatore e organaro italiano (n. 1900)
- 1989 - Filippo De Gara, attore italiano (n. 1928)
- 1990 - Dámaso Alonso, poeta, scrittore e filologo spagnolo (n. 1898)
- 1990 - Amable Audin, archeologo francese (n. 1899)
- 1990 - Franco Bironi, calciatore italiano (n. 1925)
- 1990 - Ava Gardner, attrice statunitense (n. 1922)
- 1990 - Alexander Lockwood, attore statunitense (n. 1902)
- 1990 - John L. McCrea, ufficiale statunitense (n. 1891)
- 1990 - Francesco Neffat, politico, antifascista e partigiano italiano (n. 1908)
- 1991 - Vittorio Albasini Scrosati, antifascista e politico italiano (n. 1903)
- 1991 - Fiorenzo Marini, schermidore italiano (n. 1914)
- 1991 - Gino Pollini, architetto italiano (n. 1903)
- 1991 - Frank Soo, calciatore e allenatore di calcio inglese (n. 1914)
- 1991 - Diana Turbay, giornalista colombiana (n. 1950)
- 1992 - Guido Buzzelli, fumettista, illustratore e pittore italiano (n. 1927)
- 1992 - Enzo Venturini, calciatore e allenatore di calcio italiano (n. 1916)
- 1993 - Hédi Nouira, politico tunisino (n. 1911)
- 1993 - Pres Slack, cestista statunitense (n. 1908)
- 1994 - Stephen Kleene, matematico statunitense (n. 1909)
- 1994 - Peter Neve, storico e architetto tedesco (n. 1929)
- 1995 - Erich Hof, calciatore e allenatore di calcio austriaco (n. 1936)
- 1995 - John Smith, attore statunitense (n. 1931)
- 1995 - William Sylvester, attore statunitense (n. 1922)
- 1995 - Albert Tucker, matematico canadese (n. 1905)
- 1996 - Ruth Berghaus, produttrice teatrale, regista teatrale e coreografa tedesca (n. 1927)
- 1996 - Antonio Buenaventura, musicista e militare filippino (n. 1904)
- 1996 - Jonathan Larson, compositore e drammaturgo statunitense (n. 1960)
- 1996 - Hennie van Nee, calciatore olandese (n. 1939)
- 1996 - Oleg Slabyn'ko, giornalista russo (n. 1962)
- 1997 - James Boyd, pugile statunitense (n. 1930)
- 1997 - Riza Lushta, calciatore albanese (n. 1916)
- 1997 - William Soncini, pittore e scultore italiano (n. 1913)
- 1998 - Peter Aschenbrenner, alpinista austriaco (n. 1902)
- 1999 - Rudi Glöckner, arbitro di calcio tedesco orientale (n. 1929)
- 1999 - Henri Rochereau, politico francese (n. 1908)
- 1999 - Robert Shaw, direttore di coro e direttore d'orchestra statunitense (n. 1916)
- 1999 - Willi Wenzel, calciatore tedesco (n. 1930)
- 2000 - Aleksander Illi, cestista, allenatore di pallacanestro e dirigente sportivo estone (n. 1912)
- 2000 - August Pitzl, cestista e dirigente sportivo austriaco (n. 1920)

## XXI secolo(139)
- 2001 - William A. Beardslee, teologo, biblista e traduttore statunitense (n. 1916)
- 2001 - Otello Ghigi, illusionista italiano (n. 1911)
- 2001 - Pietrino Manca, fisico italiano (n. 1927)
- 2001 - Gianfranco Piazzesi, scrittore e giornalista italiano (n. 1923)
- 2001 - Juan Sans Alsina, calciatore spagnolo (n. 1920)
- 2001 - Vijaya Raje Scindia, politica indiana (n. 1919)
- 2001 - Margaret Scriven, tennista britannica (n. 1912)
- 2001 - Guy Tréjan, attore francese (n. 1921)
- 2002 - James Usry, cestista e politico statunitense (n. 1922)
- 2003 - Vincenzo Baldoni, architetto italiano (n. 1924)
- 2003 - Giuseppe Carata, arcivescovo cattolico italiano (n. 1915)
- 2003 - Roberto Dané, produttore discografico, arrangiatore e paroliere italiano (n. 1937)
- 2003 - Leopoldo Trieste, attore, drammaturgo e regista italiano (n. 1917)
- 2004 - Fanny Blankers-Koen, velocista, ostacolista e altista olandese (n. 1918)
- 2004 - Vincenzo Buonassisi, gastronomo, critico musicale e critico televisivo italiano (n. 1918)
- 2004 - Miklós Fehér, calciatore ungherese (n. 1979)
- 2004 - Zurab Sak'andelidze, cestista e allenatore di pallacanestro sovietico (n. 1945)
- 2005 - Renzo Accordi, ciclista su strada italiano (n. 1930)
- 2005 - Luciano Foà, editore e traduttore italiano (n. 1915)
- 2005 - Karl-Heinz Ilsch, calciatore tedesco orientale (n. 1927)
- 2005 - Philip Johnson, architetto statunitense (n. 1906)
- 2005 - Ray Peterson, cantante statunitense (n. 1939)
- 2005 - Joop Rohner, pallanuotista olandese (n. 1927)
- 2005 - Giovanni Sacchi, designer e progettista italiano (n. 1913)
- 2005 - Nettie Witziers-Timmer, velocista olandese (n. 1923)
- 2006 - Angel Cenov, calciatore bulgaro (n. 1947)
- 2006 - Luther Green, cestista statunitense (n. 1946)
- 2006 - Moss Mabry, costumista statunitense (n. 1918)
- 2006 - Anna Malle, attrice pornografica e regista statunitense (n. 1967)
- 2006 - Herbert Schilder, odontoiatra statunitense (n. 1928)
- 2006 - Borislav Ćorković, cestista e allenatore di pallacanestro jugoslavo (n. 1933)
- 2007 - Bo Erias, cestista statunitense (n. 1932)
- 2007 - Majid Khadduri, giurista e politologo iracheno (n. 1909)
- 2008 - Christopher Allport, attore statunitense (n. 1947)
- 2008 - Ralph Dupas, pugile statunitense (n. 1935)
- 2008 - Robert Miller, militare statunitense (n. 1983)
- 2008 - Vittorio Vighi, vignettista, pittore e sceneggiatore italiano (n. 1927)
- 2009 - Gérard Blanc, cantautore e compositore francese (n. 1947)
- 2009 - Mamadou Dia, politico senegalese (n. 1910)
- 2009 - Eleanor Francis Helin, astronoma statunitense (n. 1932)
- 2009 - Ewald Kooiman, organista olandese (n. 1938)
- 2009 - Kim Manners, produttore televisivo, regista e attore statunitense (n. 1951)
- 2009 - Gianluigi Marianini, personaggio televisivo italiano (n. 1918)
- 2009 - Tony Bruni, cantante e attore teatrale italiano (n. 1931)
- 2009 - Caspar von Schrenck-Notzing, scrittore e editore tedesco (n. 1923)
- 2010 - Ettore Donini, pittore, decoratore e restauratore italiano (n. 1917)
- 2010 - Ali Hassan al-Majid, politico, generale e criminale di guerra iracheno (n. 1941)
- 2010 - Kuno von Meyer, militare tedesco (n. 1913)
- 2011 - Umberto Albini, grecista, filologo classico e traduttore italiano (n. 1923)
- 2011 - Daniel Bell, sociologo statunitense (n. 1919)
- 2011 - Vassilis Konstantakopoulos, armatore e imprenditore greco (n. 1935)
- 2011 - R. F. Langley, poeta e insegnante britannico (n. 1938)
- 2011 - Kiril Milanov, calciatore bulgaro (n. 1948)
- 2011 - Cesare Pecile, chimico italiano (n. 1931)
- 2012 - Paavo Berglund, direttore d'orchestra e violinista finlandese (n. 1929)
- 2012 - Fulvio Canciani, archeologo e storico dell'arte italiano (n. 1937)
- 2012 - Giuseppe Lomazzi, cestista italiano (n. 1931)
- 2012 - Merab Megreladze, calciatore georgiano (n. 1956)
- 2012 - Carmine Pagliuca, compositore, pianista e direttore d'orchestra italiano (n. 1933)
- 2012 - Lino Procacci, regista italiano (n. 1923)
- 2012 - Mark Reale, chitarrista statunitense (n. 1955)
- 2012 - Leonardo Servadio, imprenditore italiano (n. 1925)
- 2013 - Pierantonio Bortot, calciatore italiano (n. 1955)
- 2013 - Normand Corbeil, compositore canadese (n. 1956)
- 2013 - Jacques Grimonpon, calciatore francese (n. 1925)
- 2013 - Aase Nordmo Løvberg, soprano norvegese (n. 1923)
- 2013 - Mario Medas, attore italiano (n. 1931)
- 2013 - Graziana Pentich, pittrice, scrittrice e poetessa italiana (n. 1920)
- 2013 - Lloyd Phillips, produttore cinematografico sudafricano (n. 1949)
- 2013 - Shōzō Shimamoto, artista giapponese (n. 1928)
- 2014 - Heini Halberstam, matematico britannico (n. 1926)
- 2014 - Kurt Krenn, vescovo cattolico austriaco (n. 1936)
- 2014 - Jacques Meslier, pallanuotista francese (n. 1928)
- 2014 - Gyula Sax, scacchista ungherese (n. 1951)
- 2014 - Luca Scacchi Gracco, artista, gallerista e critico d'arte italiano (n. 1930)
- 2015 - Zulkifli Abdhir, terrorista malese (n. 1966)
- 2015 - Raffaele Girotti, dirigente d'azienda, imprenditore e politico italiano (n. 1918)
- 2015 - Giancarlo Ligabue, paleontologo e politico italiano (n. 1931)
- 2015 - Luigi Marras, politico italiano (n. 1922)
- 2015 - Demis Roussos, cantante e bassista greco (n. 1946)
- 2016 - Ninì Ardito, arbitro di pallacanestro italiano (n. 1933)
- 2016 - Blaine Denning, cestista statunitense (n. 1930)
- 2016 - Denise Duval, soprano francese (n. 1921)
- 2016 - Concepción Picciotto, pacifista statunitense (n. 1936)
- 2017 - Giorgio Azzimonti, calciatore italiano (n. 1939)
- 2017 - Aldo Caserta, presbitero e teologo italiano (n. 1919)
- 2017 - Buchi Emecheta, scrittrice nigeriana (n. 1944)
- 2017 - Renato Garibaldi, politico e medico italiano (n. 1931)
- 2017 - John Hurt, attore britannico (n. 1940)
- 2017 - Gerardo Marotta, filosofo italiano (n. 1927)
- 2017 - Otto Sesana, calciatore argentino (n. 1943)
- 2017 - Antonio Tozzi, cestista argentino (n. 1940)
- 2017 - Mary Tyler Moore, attrice statunitense (n. 1936)
- 2018 - Claribel Alegría, poetessa, giornalista e scrittrice nicaraguense (n. 1924)
- 2018 - Daniel Mark Buechlein, arcivescovo cattolico statunitense (n. 1938)
- 2018 - Neagu Djuvara, storico, scrittore e filosofo rumeno (n. 1916)
- 2018 - Néstor Osvaldo Gómez, giocatore di biliardo argentino (n. 1941)
- 2018 - Sven Hamrin, ciclista su strada svedese (n. 1941)
- 2018 - Hari Pal Kaushik, hockeista su prato indiano (n. 1934)
- 2018 - Francesco Malighetti, calciatore italiano (n. 1930)
- 2018 - John Morris, compositore statunitense (n. 1926)
- 2018 - Ljudmila Senčina, cantante e attrice russa (n. 1950)
- 2018 - Edoardo Succhielli, partigiano italiano (n. 1919)
- 2018 - Giuseppe Vitucci, lottatore italiano (n. 1950)
- 2019 - Mario Andrea Bartolini, politico e sindacalista italiano (n. 1930)
- 2019 - Florence Knoll, architetta, designer e imprenditrice statunitense (n. 1917)
- 2019 - Dušan Makavejev, regista e sceneggiatore jugoslavo (n. 1932)
- 2019 - Krishna Sobti, scrittrice e saggista indiana (n. 1925)
- 2019 - Jaume Traserra Cunillera, vescovo cattolico spagnolo (n. 1934)
- 2019 - Ray Vasquez, cantante, musicista e trombonista statunitense (n. 1924)
- 2020 - Alan Harris, attore britannico (n. 1938)
- 2020 - Ip Ching, artista marziale cinese (n. 1936)
- 2020 - Tor Obrestad, scrittore norvegese (n. 1938)
- 2020 - Narciso Parigi, cantante e attore italiano (n. 1927)
- 2020 - Franco Summa, artista e architetto italiano (n. 1938)
- 2021 - Hernán Borja, calciatore, giocatore di calcio a 5 e allenatore di calcio ecuadoriano (n. 1959)
- 2021 - Jean Richard, storico francese (n. 1921)
- 2021 - Maryan Synakowski, calciatore francese (n. 1936)
- 2022 - Juan Ramón Báez, cestista portoricano (n. 1935)
- 2022 - Mark Cejtlin, scacchista russo (n. 1943)
- 2022 - Etchika Choureau, attrice francese (n. 1929)
- 2022 - Svetlana Căpățînă, politica moldava (n. 1969)
- 2022 - Vladimir Gubarev, giornalista, scrittore e drammaturgo russo (n. 1938)
- 2022 - Wim Jansen, calciatore e allenatore di calcio olandese (n. 1946)
- 2022 - Brigitte Jeandel, sciatrice alpina francese (n. 1951)
- 2022 - Crispin Tickell, diplomatico e ambientalista britannico (n. 1930)
- 2022 - Gian Paolo Tonini, biologo italiano (n. 1949)
- 2022 - Esteban Edward Torres, politico e ambasciatore statunitense (n. 1930)
- 2023 - Gianvito Geotti, calciatore italiano (n. 1938)
- 2023 - Ljudmila Švecova, cestista sovietica (n. 1945)
- 2023 - Cindy Williams, attrice statunitense (n. 1947)
- 2024 - Bat-Sheva Dagan, scrittrice e psicologa polacca (n. 1925)
- 2024 - Piero Errani, tiratore a segno italiano (n. 1936)
- 2024 - Milan Stanislav Ďurica, storico, teologo e traduttore slovacco (n. 1925)
- 2025 - Anastasio, arcivescovo ortodosso greco (n. 1929)
- 2025 - Greg Bell, lunghista statunitense (n. 1930)
- 2025 - Filippo Collura, politico italiano (n. 1944)
- 2025 - Dražen Dalipagić, cestista, allenatore di pallacanestro e dirigente sportivo jugoslavo (n. 1951)
- 2025 - Basil Hiley, fisico britannico (n. 1935)

## Senza anno specificato(3)
- Artema di Pozzuoli, romano
- Gregorio Nazianzeno, vescovo e teologo greco antico (n. 329)
- Macario di Strigonio, arcivescovo cattolico ungherese